# Ammi-Saduka
Ammi-Saduka, též Ammisaduka či Ammizaduka byl předposledním babylonským králem 1. dynastie. Vládl přibližně v letech 1646–1626 př. n. l.
| Králové Babylonu        | Králové Babylonu      | Králové Babylonu       |
| ----------------------- | --------------------- | ---------------------- |
| Předchůdce: Ammi-Ditana | 1646–1626 Ammi-Saduka | Nástupce: Samsu-Ditana |